# Dijonsenap

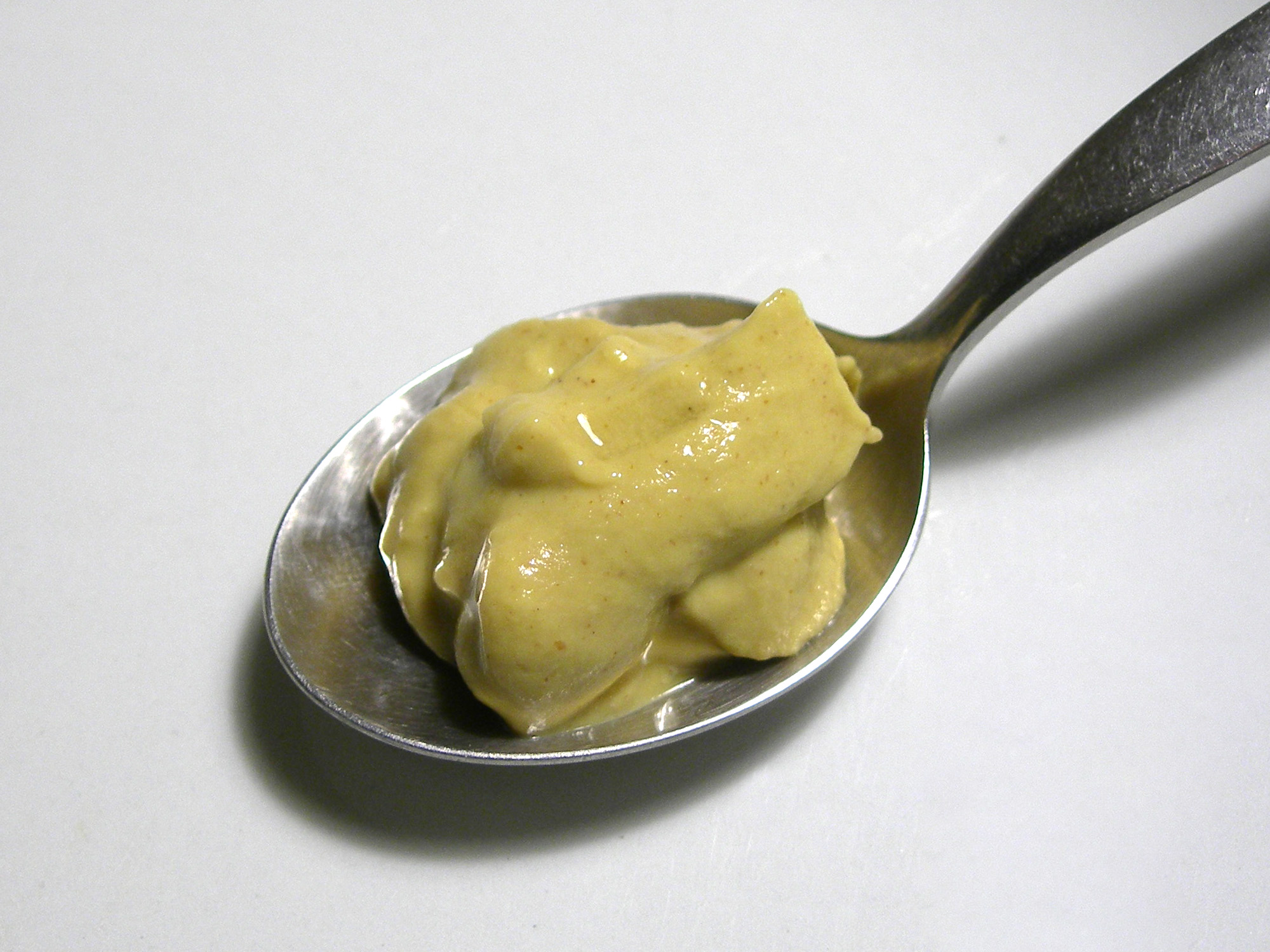
Dijonsenap

Dijonsenap är en typ av senap. Den är ljus, innehåller salt och vitt vin men inget socker. Till skillnad från svensk senap görs dijonsenapen på senapsfrö från svartsenap (Brassica nigra).
På 1600-talet var Dijon i Frankrike centrum för senapstillverkningen och 1776 startade Grey & Poupon sin kända fabrik. Dijon står fortfarande för 90% av Frankrikes senapstillverkning.[källa behövs]
Dijonsenap tillverkas inte bara i Frankrike utan även i Sverige. En liknande typ är Fransk senap. Dijonsenap (moutarde de Dijon på franska) är alltså inget skyddat varumärke utan ett recept, den kan tillverkas var som helst av vem som helst, om man endast följer receptet.
Däremot är Burgundsenap (moutarde de Bourgogne på franska), som tillverkas sedan ett par år tillbaka, en skyddad ursprungsbeteckning, dvs senapen måste tillverkas i distriktet Bourgogne, med vitt vin (Aligoté) och senapsfrö från Bourgogne.